# Crims (série télévisée)
Crims est une série télévisée britannique diffusée entre le 8 janvier 2015 et le 12 février 2015 sur BBC 3.

## Fiche technique
- Titre : Crims
- Création : Dan Swimer et Adam Kay
- Réalisation : Alex Winckler (épisodes 1 à 3); Ben Kellett (épisodes 4 à 6)
- Société de production :
- Société de distribution : BBC

## Distribution
- Elis James (en) : Luke [1]
- Kadiff Kirwan (en) : Jason [2]
- Lashana Lynch : Gemma [3]
- Ricky Champ (en) : Creg [4]

## Épisodes
- Day One
- Day Thirty-Six
- Day Fifty-Seven
- Day Seventy-Three
- Day Eighty-Nine
- Day Ninety-Eight